# Lijndenstraat
De Lijndenstraat is een straat op de Oostelijke Eilanden in Amsterdam-Centrum. Ze loopt parallel aan de wat zuidelijker gelegen Tweede Leeghwaterstraat.
De straat, vernoemd naar Frans Godert van Lynden van Hemmen, ligt tussen de Conradstraat en de Blankenstraat en kruist alleen de Czaar Peterstraat. De straat loopt van noordwest naar zuidoost en is amper 100 meter lang. De huisnummers aan de even kant beginnen bij huisnummer 20 en eindigt bij 38 (verdeeld over twee blokken); de oneven zijde begint bij huisnummer 11 en loopt door tot en met nummer 25 (verdeeld over één blok). Het zijn alle gemeentelijk monument in verband met de karakteristieke revolutiebouw uit de 19e eeuw. De gehele straat is daarmee ontsnapt aan de grote saneringswerkzaamheden die hier in de Czaar Peterbuurt hebben plaatsgevonden, waarbij hele rijen woningen werden gesloopt en vervangen, ze werden gerenoveerd.